# 샤도우체이서 4
《샤도우체이서 4》(영어: Project Shadowchaser IV 혹은 영어: Shadowchaser IV, 영어: Shadowchaser: The Gates Of Time,  영어: Orion's Key, 영어: Alien Chaser)는 미국에서 제작된 마크 로퍼 감독의 1996년 SF 영화이다. 프랭크 재거리노 등이 출연하였고, 대니 러너 등이 제작에 참여하였다. 샤도우체이서 영화 시리즈 중 4번째 작품이다.

## 출연
- 프랭크 재거리노
- 토드 젠슨
- 제니퍼 맥도널드
- 브라이언 오쇼너시

## 기타 제작진
- 미술: 데이비드 버로드

## 같이 보기
- 샤도우체이서
- 샤도우체이서 2
- 샤도우체이서 3